# 鄧景輝
鄧景輝（英語：Kelvin Tang King Fai，1964年2月15日—2015年12月24日），已故前香港亞洲電視新聞主播，又曾任職無綫電視，有「新聞王子」的稱號，曾在香港城市大學創意媒體學院任教，之後曾任香港生物保健科技總監及香港數碼電台主持。鄧為天主教徒，生前以月租2.2萬港元租住香港島中產屋苑太古城。

## 簡歷
鄧景輝年少時就讀於聖貞德中學，於1984年九月中到美國西雅圖的華盛頓大學修讀廣播傳理系，1988年畢業後同年年尾加盟三藩市KTSF電視台的粵語新聞部，再於1992年回港加入亞洲電視，任職記者和新聞主播。鄧於2000年離開亞視後曾轉投無綫電視擔任節目主持，也是合縱連網（已被電訊盈科私有化後併入）前董事，其後主持香港電台電視部節目《議事論事》；曾為生物科技公司董事，並為on.cc網上節目《就係敢講》擔任主持。鄧景輝與任職空姐妻子容慧恩於2003年12月25日結婚。
2007年1月13日凌晨，鄧景輝因為喝醉酒而由其朋友代為駕車送他回家，期後鄧景輝的私家車與的士相撞，雙方達成和解。鄧承認讓友人無牌及於沒有第三者保險的情況下駕駛，被判罰款5,000港元及停牌一年。
2011年，鄧景輝加入DBC數碼電台，逝前為新聞部首席主播及監製。
鄧景輝曾接受亞視節目《電視風雲50年》和《亞視百人》訪問，及兼任路訊通節目主持。
2015年12月24日，疑受債務問題困擾，鄧景輝在太古城安盛臺寶安閣十樓寓所墮下亡，未發現遺書；而鄧的身體健康亦無抑鬱病歷。

## 曾主持節目
- 《復活的軍團》（無綫電視）-2005年
- 《香港直播》（無綫電視）
- 《議事論事》（香港電台電視部）
- 《就係敢講》（東網電視）
- 《關注日本大地震》（亞洲電視）-2011年
- 《阿翁友約》（亞洲電視）-2011年
- 《DBC新聞天地》（DBC數碼電台）- 2012年
- 《D100新聞天地》（D100）-2013年
- 《世界公民》（D100）-2013年
- 《鄧景輝焦點新聞》（D100）-2013年
- 《信、義、誠》（D100）-2013年

## 曾演出作品
- 圓形圖共賞（小六數學）（教育電視）
- 霎時感動（2013年，嘉賓）

## 未能完成整個演出的作品
- 《千鈞一八》（路訊通），遺缺由趙海珠接任。

## 資料來源
1. ↑  【失去爸爸的父親節】新聞王子鄧景輝妻兒走出陰霾 兒子承諾照顧好媽媽[]-娛樂蘋台[2019年06月15日]
2. ↑  . ON.CC. 2015年12月24日  [2015年12月24日]. （原始内容存档于2015年12月24日）.（繁體中文）
3. ↑  . on.cc 東網. 2015年12月24日  [2015年12月24日]. （原始内容存档于2015年12月24日）.
4. ↑  . www.facebook.com. 2018-11-03  [2018-12-29]. （原始内容存档于2019-06-14）. 圖中墓的主人是鄧景輝
5. ↑  .   [2015-12-24]. （原始内容存档于2015-12-24）.
6. ↑  . 東網港澳. 2015-12-24  [2015-12-24]. （原始内容存档于2015-12-24）.
7. 1 2  豪語錄 新聞王子越界 鄧景輝[永久]
8. ↑  .   [2007-04-13]. （原始内容存档于2007-09-27）.
9. ↑  . 香港蘋果日報. 2015-12-24  [2015-12-25]. （原始内容存档于2015-12-25）.
10. ↑   (PDF).   [2010年5月1日]. （原始内容存档 (PDF)于2019年6月14日）.
11. ↑  .   [2007-06-24]. （原始内容存档于2007-06-29）.
12. ↑  電視風雲50年 電視台新聞主播 的存檔，存档日期2013-11-23.
13. ↑  .   [2012-04-25]. （原始内容存档于2019-06-14）.
14. ↑  . 東方日報. 2015年12月25日  [2015年12月30日]. （原始内容存档于2015年12月27日）.
15. ↑  . FACE周刊. 2015年12月24日  [2015年12月24日]. （原始内容存档于2015年12月25日）.（繁體中文）